# Atherosperma tasmanicum
Atherosperma tasmanicum là một loài thực vật có hoa trong họ Atherospermataceae. Loài này được Gand. miêu tả khoa học đầu tiên năm 1919.